# Pseudhammus occidentalis
Pseudhammus occidentalis är en skalbaggsart som först beskrevs av Dillon 1959.  Pseudhammus occidentalis ingår i släktet Pseudhammus och familjen långhorningar. Inga underarter finns listade i Catalogue of Life.